# 博多·拉梅洛

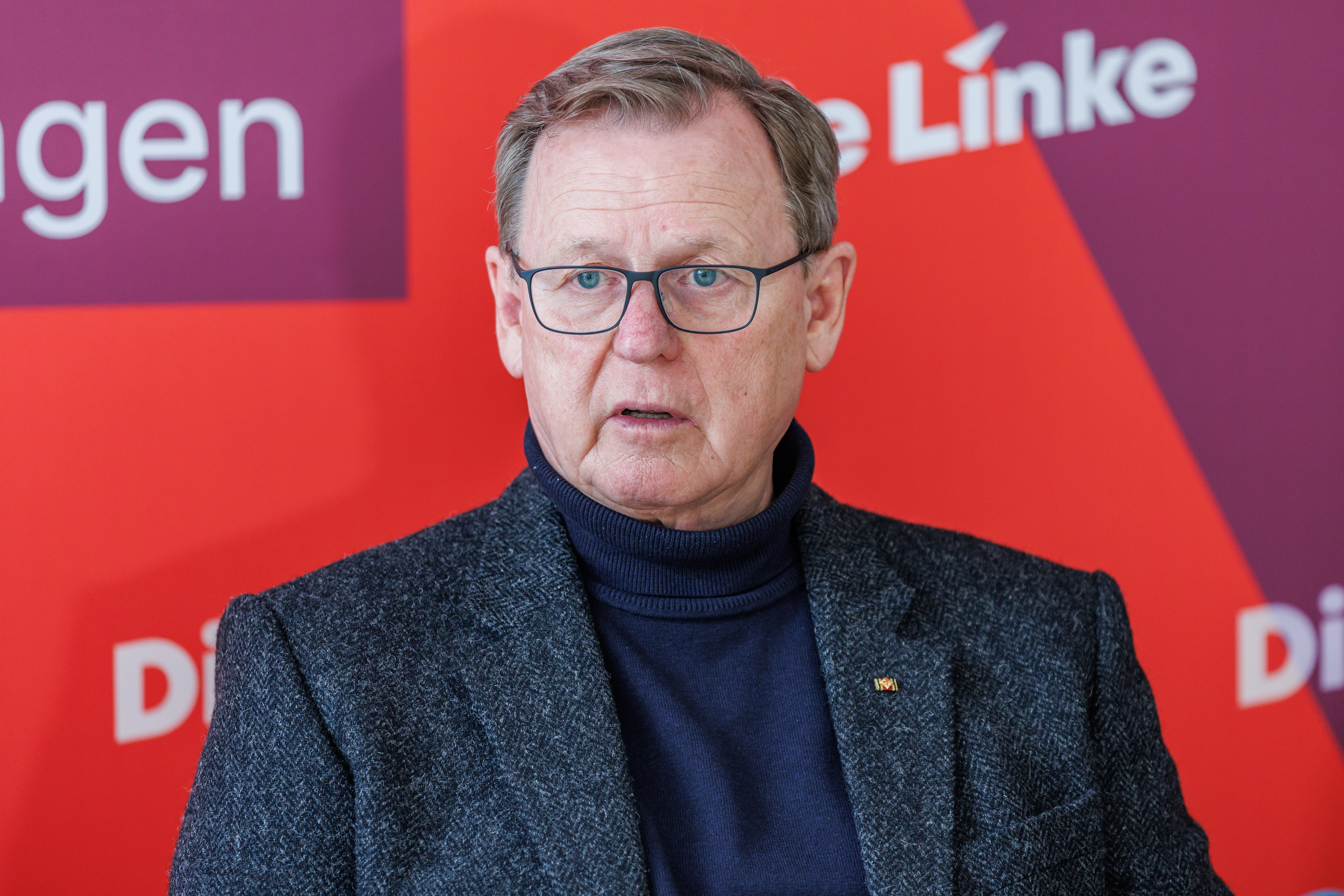

博多·拉梅洛（發音：[ˈboːdo ˈʁaməlo]；1956年2月16日—）是德國的一位政治人物，他是左翼黨的黨員。他出生並成長在西德，其後成為圖林根州左翼黨的领袖。2014年至2024年擔任圖林根州州长。2020年2月一度輸掉了州长選舉而短暫離職，其獲得左翼黨、社會民主黨、聯盟90/綠黨背書，而代表自由民主黨、基督教民主聯盟背書的當選者托馬斯·克默里奇獲得另類選擇黨的支持票致勝惹議引咎辭職，隨後他在同年3月重選時勝出回任州长。2021年10月輪值擔任为期一年的德国联邦参议院议长。